# Florencio Alfaro Zabalegui
Florencio Alfaro Zabalegui (Tafalla, 11 de diciembre de 1882- San Sebastián, 23 de agosto de 1936), político español por Izquierda Republicana y concejal por Pamplona, fue una de las Víctimas de la Guerra Civil en Navarra al inicio de la misma.

## Origen
Procedía de una familia de izquierda. Se casó con Mónica Inés González, el 9 de junio de 1906, con quien tuvo 7 hijos. 
Residió en Pamplona, donde fue apoderado de una empresa de zapatos y posteriormente representante de varias conocidas empresas como Chocolates Elgorriaga y Sidras el Gaitero. Fue concejal por Unión Democrática desde 1911 hasta el 1 de enero de 1916. 

## Carrera política
En 1915 fue Presidente del Casino Eslava y, algo más tarde, miembro de la Directiva del Colegio Oficial de Agentes comerciales de Navarra.
El 1 de junio de 1930, se inscribió en la Liga Nacional Laica. Obtuvo el acta de concejal nuevamente, en las elecciones en que se proclamó la Segunda República el 31 de mayo de 1931 presidiendo la formación del ayuntamiento de Pamplona.
Presidió la Comisión de Hacienda y la Junta de Gobierno de la Caja de Ahorros Municipal de Pamplona.
Fue vocal  de la comisión de Higiene y Beneficencia desde donde llevó a cabo medidas sobre  higiene y  salubridad públicas así como procura de trabajo a los desempleados.
Partidario del Estatuto de Estella para las cuatro provincias, cambió de partido cuando en una polémica asamblea se desmarcó a Navarra de este Estatuto. Se dio de baja del Partido Republicano Radical Socialista y pasó a formar parte de Izquierda Republicana y de Acción Autonomista Navarra que buscaba retomar los resultados previos.

## Durante la Guerra Civil
Tras el inicio de la Guerra Civil, fue detenido y puesto en libertad tras gestiones de un amigo. Sin embargo era consciente de su posible muerte y escribió su «Testamento político y confesión»
Se fue a San Sebastián  a visitar a su madre que estaba muriendo. Desapareció el 21 de agosto y al parecer fue arrojado al rompeolas.